# Gran Premio motociclistico di Spagna 2008
Il Gran Premio motociclistico di Spagna 2008 corso il 30 marzo, è stato il secondo Gran Premio della stagione 2008 nonché la cinquantanovesima edizione dello stesso, cinquantaquattresimo corso nel contesto del motomondiale. Nelle gare si sono registrate le vittorie di: Daniel Pedrosa nella MotoGP, Mika Kallio nella classe 250 e Simone Corsi nella classe 125.

## MotoGP

### Qualifiche
Da rimarcare in qualifica la prestazione di Jorge Lorenzo, che dopo un primo tentativo in cui gira per undici volte consecutive sotto 1'40.6, alla seconda ripartenza dai box supera il record del circuito con 1'38.964, migliorando di un decimo di secondo quello segnato da Loris Capirossi nel 2006.
Al terzo ed al quarto tentativo si migliora ancora di qualche decimo, finché al primo giro del quinto ed ultimo fa un ulteriore miglioramento di mezzo secondo: 1'38.189, abbassando il record di 875 millesimi e conquistando la seconda pole position consecutiva in MotoGP.
Anche Daniel Pedrosa, Colin Edwards e Nicky Hayden vanno sotto il tempo di Capirossi nel 2006, mentre Valentino Rossi lo eguaglia.
| Pos | Nº | Pilota           | Moto     | Tempo    | Distacco |
| --- | -- | ---------------- | -------- | -------- | -------- |
| 1   | 48 | Jorge Lorenzo    | Yamaha   | 1'38.189 |          |
| 2   | 2  | Daniel Pedrosa   | Honda    | 1'38.789 | 0.600    |
| 3   | 5  | Colin Edwards    | Yamaha   | 1'38.954 | 0.765    |
| 4   | 69 | Nicky Hayden     | Honda    | 1'39.061 | 0.872    |
| 5   | 46 | Valentino Rossi  | Yamaha   | 1'39.064 | 0.875    |
| 6   | 14 | Randy de Puniet  | Honda    | 1'39.122 | 0.933    |
| 7   | 1  | Casey Stoner     | Ducati   | 1'39.286 | 1.097    |
| 8   | 52 | James Toseland   | Yamaha   | 1'39.334 | 1.145    |
| 9   | 21 | John Hopkins     | Kawasaki | 1'39.439 | 1.250    |
| 10  | 65 | Loris Capirossi  | Suzuki   | 1'39.484 | 1.295    |
| 11  | 56 | Shin'ya Nakano   | Honda    | 1'39.559 | 1.370    |
| 12  | 7  | Chris Vermeulen  | Suzuki   | 1'39.704 | 1.515    |
| 13  | 4  | Andrea Dovizioso | Honda    | 1'39.767 | 1.578    |
| 14  | 15 | Alex De Angelis  | Honda    | 1'40.037 | 1.848    |
| 15  | 13 | Anthony West     | Kawasaki | 1'40.088 | 1.899    |
| 16  | 24 | Toni Elías       | Ducati   | 1'40.286 | 2.097    |
| 17  | 50 | Sylvain Guintoli | Ducati   | 1'40.939 | 2.750    |
| 18  | 33 | Marco Melandri   | Ducati   | 1'41.027 | 2.838    |

### Gara

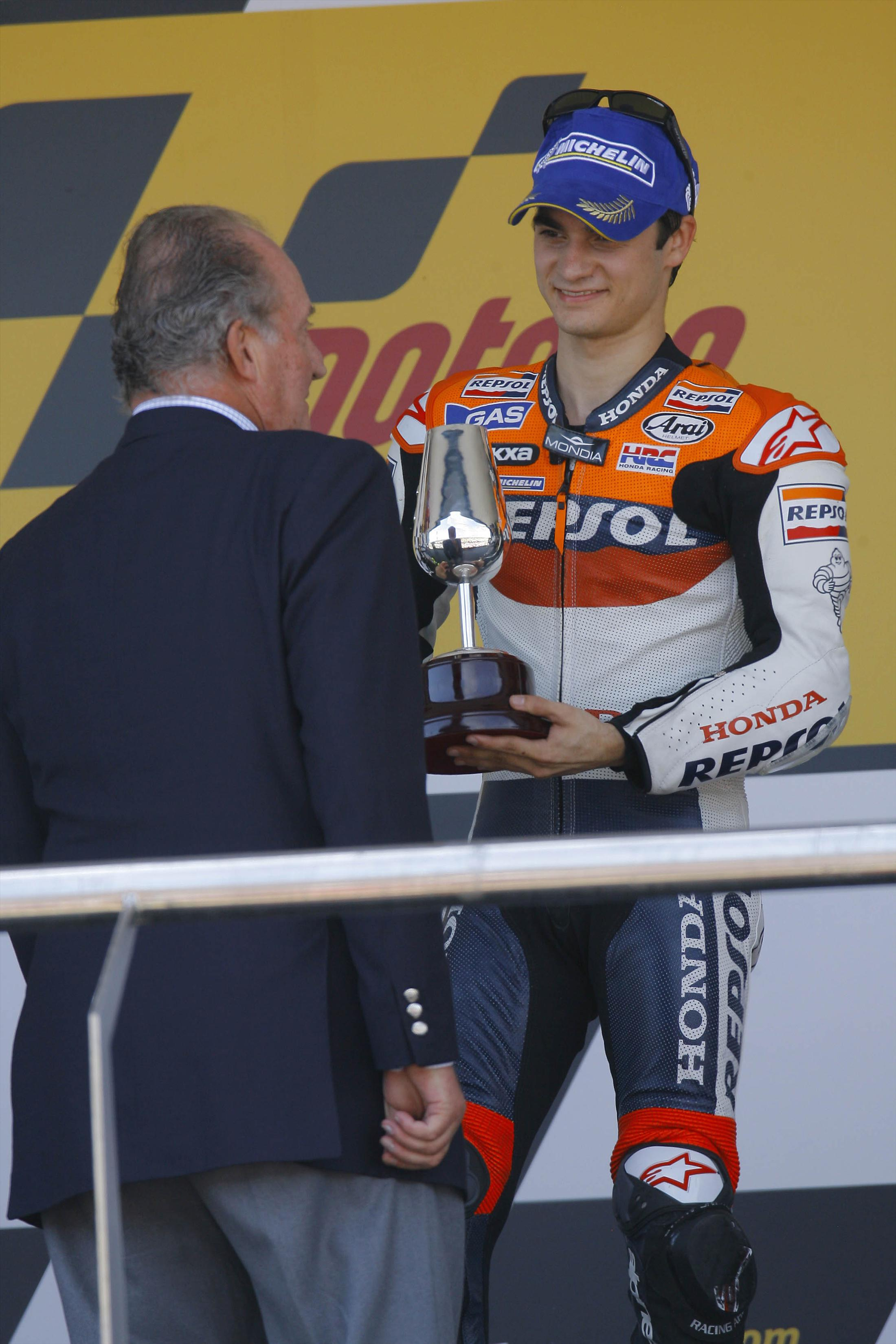
Pedrosa sul palco di premiazione del podio, riceve il premio spettante al vincitore della gara della classe MotoGP da re Juan Carlos I di Spagna

#### Arrivati al traguardo
| Pos | Nº | Pilota           | Squadra                 | Motocicletta | Giri | Tempo     | Griglia | Punti |
| --- | -- | ---------------- | ----------------------- | ------------ | ---- | --------- | ------- | ----- |
| 1   | 2  | Daniel Pedrosa   | Repsol Honda            | Honda        | 27   | 45:35.121 | 2       | 25    |
| 2   | 46 | Valentino Rossi  | Fiat Yamaha             | Yamaha       | 27   | +2.883    | 5       | 20    |
| 3   | 48 | Jorge Lorenzo    | Fiat Yamaha             | Yamaha       | 27   | +4.339    | 1       | 16    |
| 4   | 69 | Nicky Hayden     | Repsol Honda            | Honda        | 27   | +10.142   | 4       | 13    |
| 5   | 65 | Loris Capirossi  | Rizla Suzuki            | Suzuki       | 27   | +27.524   | 10      | 11    |
| 6   | 52 | James Toseland   | Tech 3 Yamaha           | Yamaha       | 27   | +27.808   | 8       | 10    |
| 7   | 21 | John Hopkins     | Kawasaki Racing         | Kawasaki     | 27   | +28.296   | 9       | 9     |
| 8   | 4  | Andrea Dovizioso | JiR Team Scot           | Honda        | 27   | +28.449   | 13      | 8     |
| 9   | 56 | Shin'ya Nakano   | San Carlo Honda Gresini | Honda        | 27   | +32.569   | 11      | 7     |
| 10  | 7  | Chris Vermeulen  | Rizla Suzuki            | Suzuki       | 27   | +35.091   | 12      | 6     |
| 11  | 1  | Casey Stoner     | Ducati Marlboro         | Ducati       | 27   | +42.223   | 7       | 5     |
| 12  | 33 | Marco Melandri   | Ducati Marlboro         | Ducati       | 27   | +44.498   | 18      | 4     |
| 13  | 13 | Anthony West     | Kawasaki Racing         | Kawasaki     | 27   | +45.807   | 15      | 3     |
| 14  | 15 | Alex De Angelis  | San Carlo Honda Gresini | Honda        | 27   | +45.871   | 14      | 2     |
| 15  | 24 | Toni Elías       | Alice Team              | Ducati       | 27   | +1:09.558 | 16      | 1     |
| 16  | 50 | Sylvain Guintoli | Alice Team              | Ducati       | 27   | +1:14.442 | 17      |       |

#### Ritirati
| Nº | Pilota          | Squadra       | Motocicletta | Giri | Griglia |
| -- | --------------- | ------------- | ------------ | ---- | ------- |
| 5  | Colin Edwards   | Tech 3 Yamaha | Yamaha       | 5    | 3       |
| 14 | Randy de Puniet | LCR Honda     | Honda        | 2    | 6       |

### Classifiche

#### Classifica Piloti
| Pos | Pilota           | Punti |
| --- | ---------------- | ----- |
| 1.  | Daniel Pedrosa   | 41    |
| 2.  | Jorge Lorenzo    | 36    |
| 3.  | Valentino Rossi  | 31    |
| 4.  | Casey Stoner     | 30    |
| 5.  | Andrea Dovizioso | 21    |
| 6.  | James Toseland   | 20    |
| 7.  | Nicky Hayden     | 19    |
| 7.  | Loris Capirossi  | 19    |
| 9.  | John Hopkins     | 13    |
| 10  | Shin'ya Nakano   | 10    |
| 11. | Colin Edwards    | 9     |
| 11. | Marco Melandri   | 9     |
| 13. | Randy de Puniet  | 7     |
| 14. | Chris Vermeulen  | 6     |
| 15. | Toni Elías       | 3     |
| 15. | Anthony West     | 3     |
| 17. | Alex De Angelis  | 2     |
| 18. | Sylvain Guintoli | 1     |

#### Classifica Costruttori
| Pos | Costruttore | Punti |
| --- | ----------- | ----- |
| 1.  | Honda       | 41    |
| 2.  | Yamaha      | 40    |
| 3.  | Ducati      | 30    |
| 4.  | Suzuki      | 19    |
| 5.  | Kawasaki    | 13    |

#### Classifica Squadre
| Pos | Squadra                 | Punti |
| --- | ----------------------- | ----- |
| 1.  | Fiat Yamaha             | 67    |
| 2.  | Repsol Honda            | 60    |
| 3.  | Ducati Marlboro         | 39    |
| 4.  | Tech 3 Yamaha           | 29    |
| 5.  | Rizla Suzuki MotoGP     | 25    |
| 6.  | JiR Team Scot MotoGP    | 21    |
| 7.  | Kawasaki Racing         | 16    |
| 8.  | San Carlo Honda Gresini | 12    |
| 9.  | LCR Honda MotoGP        | 7     |
| 10. | Alice Team              | 4     |

## Classe 250

### Arrivati al traguardo
| Pos | Nº | Pilota              | Squadra                    | Motocicletta | Giri | Tempo     | Griglia | Punti |
| --- | -- | ------------------- | -------------------------- | ------------ | ---- | --------- | ------- | ----- |
| 1   | 36 | Mika Kallio         | Red Bull KTM               | KTM          | 26   | 45:27.908 | 2       | 25    |
| 2   | 75 | Mattia Pasini       | Polaris World              | Aprilia      | 26   | +4.277    | 10      | 20    |
| 3   | 72 | Yūki Takahashi      | JiR Team Scot              | Honda        | 26   | +4.287    | 11      | 16    |
| 4   | 4  | Hiroshi Aoyama      | Red Bull KTM               | KTM          | 26   | +4.876    | 6       | 13    |
| 5   | 21 | Héctor Barberá      | Toth Aprilia               | Aprilia      | 26   | +5.968    | 7       | 11    |
| 6   | 6  | Alex Debón          | Lotus Aprilia              | Aprilia      | 26   | +13.633   | 3       | 10    |
| 7   | 60 | Julián Simón        | Repsol KTM                 | KTM          | 26   | +16.372   | 5       | 9     |
| 8   | 15 | Roberto Locatelli   | Metis Gilera               | Gilera       | 26   | +22.571   | 8       | 8     |
| 9   | 41 | Aleix Espargaró     | Lotus Aprilia              | Aprilia      | 26   | +28.606   | 16      | 7     |
| 10  | 52 | Lukáš Pešek         | Auto Kelly - CP            | Aprilia      | 26   | +32.726   | 14      | 6     |
| 11  | 25 | Alex Baldolini      | Matteoni Racing            | Aprilia      | 26   | +38.602   | 17      | 5     |
| 12  | 14 | Ratthapark Wilairot | Thai Honda PTT SAG         | Honda        | 26   | +43.371   | 19      | 4     |
| 13  | 17 | Karel Abraham       | Cardion AB Motoracing      | Aprilia      | 26   | +54.159   | 15      | 3     |
| 14  | 43 | Manuel Hernández    | Blusens Aprilia            | Aprilia      | 26   | +1:21.938 | 22      | 2     |
| 15  | 10 | Imre Tóth           | Toth Aprilia               | Aprilia      | 25   | +1 giro   | 21      | 1     |
| 16  | 45 | Doni Tata Pradita   | Yamaha Pertamina Indonesia | Yamaha       | 25   | +1 giro   | 23      |       |

### Ritirati
| Nº | Pilota           | Squadra            | Motocicletta | Giri | Griglia |
| -- | ---------------- | ------------------ | ------------ | ---- | ------- |
| 19 | Álvaro Bautista  | Mapfre Aspar       | Aprilia      | 25   | 1       |
| 58 | Marco Simoncelli | Metis Gilera       | Gilera       | 25   | 9       |
| 12 | Thomas Lüthi     | Emmi - Caffe Latte | Aprilia      | 22   | 4       |
| 54 | Manuel Poggiali  | Campetella Racing  | Gilera       | 20   | 18      |
| 32 | Fabrizio Lai     | Campetella Racing  | Gilera       | 17   | 12      |
| 50 | Eugene Laverty   | Blusens Aprilia    | Aprilia      | 8    | 20      |
| 55 | Héctor Faubel    | Mapfre Aspar       | Aprilia      | 2    | 13      |

## Classe 125

### Arrivati al traguardo
| Pos | Nº | Pilota              | Squadra                   | Motocicletta | Giri | Tempo     | Griglia | Punti |
| --- | -- | ------------------- | ------------------------- | ------------ | ---- | --------- | ------- | ----- |
| 1   | 24 | Simone Corsi        | Jack & Jones WRB          | Aprilia      | 23   | 41:46.100 | 5       | 25    |
| 2   | 18 | Nicolás Terol       | Jack & Jones WRB          | Aprilia      | 23   | +3.206    | 2       | 20    |
| 3   | 38 | Bradley Smith       | Polaris World             | Aprilia      | 23   | +4.986    | 1       | 16    |
| 4   | 17 | Stefan Bradl        | Grizzly Gas Kiefer Racing | Aprilia      | 23   | +5.022    | 3       | 13    |
| 5   | 22 | Pablo Nieto         | Onde 2000 KTM             | KTM          | 23   | +6.254    | 13      | 11    |
| 6   | 51 | Stevie Bonsey       | Degraaf Grand Prix        | Aprilia      | 23   | +20.563   | 6       | 10    |
| 7   | 45 | Scott Redding       | Blusens Aprilia Junior    | Aprilia      | 23   | +22.517   | 8       | 9     |
| 8   | 77 | Dominique Aegerter  | Ajo Motorsport            | Derbi        | 23   | +23.002   | 11      | 8     |
| 9   | 63 | Mike Di Meglio      | Ajo Motorsport            | Derbi        | 23   | +23.928   | 7       | 7     |
| 10  | 11 | Sandro Cortese      | Emmi - Caffe Latte        | Aprilia      | 23   | +33.541   | 15      | 6     |
| 11  | 35 | Raffaele De Rosa    | Onde 2000 KTM             | KTM          | 23   | +33.664   | 10      | 5     |
| 12  | 12 | Esteve Rabat        | Repsol KTM                | KTM          | 23   | +33.987   | 16      | 4     |
| 13  | 71 | Tomoyoshi Koyama    | ISPA KTM Aran             | KTM          | 23   | +34.426   | 20      | 3     |
| 14  | 44 | Pol Espargaró       | Belson Derbi              | Derbi        | 23   | +40.038   | 22      | 2     |
| 15  | 73 | Takaaki Nakagami    | I.C. Team                 | Aprilia      | 23   | +44.515   | 18      | 1     |
| 16  | 60 | Michael Ranseder    | I.C. Team                 | Aprilia      | 23   | +45.498   | 24      |       |
| 17  | 16 | Jules Cluzel        | Loncin Racing             | Loncin       | 23   | +49.685   | 27      |       |
| 18  | 29 | Andrea Iannone      | I.C. Team                 | Aprilia      | 23   | +53.186   | 19      |       |
| 19  | 30 | Pere Tutusaus       | Bancaja Aspar             | Aprilia      | 23   | +58.037   | 25      |       |
| 20  | 19 | Roberto Lacalendola | Matteoni Racing           | Aprilia      | 23   | +1:03.610 | 28      |       |
| 21  | 5  | Alexis Masbou       | Loncin Racing             | Loncin       | 23   | +1:04.732 | 26      |       |
| 22  | 76 | Iván Maestro        | Alpo Atletico de Madrid   | Honda        | 23   | +1:19.599 | 35      |       |
| 23  | 78 | Daniel Sáez         | Gaviota Prosolia Racing   | Aprilia      | 23   | +1:24.990 | 33      |       |
| 24  | 69 | Louis Rossi         | FFM Honda GP 125          | Honda        | 23   | +1:39.735 | 34      |       |
| 25  | 79 | Alberto Moncayo     | Andalucia Derbi           | Derbi        | 23   | +1:48.192 | 36      |       |
| 26  | 95 | Robert Mureșan      | Grizzly Gas Kiefer Racing | Aprilia      | 20   | +3 giri   | 29      |       |

### Ritirati
| Nº | Pilota            | Squadra                | Motocicletta | Giri | Griglia |
| -- | ----------------- | ---------------------- | ------------ | ---- | ------- |
| 14 | Axel Pons         | Jack & Jones WRB       | Aprilia      | 22   | 23      |
| 8  | Lorenzo Zanetti   | ISPA KTM Aran          | KTM          | 14   | 31      |
| 56 | Hugo van den Berg | Degraaf Grand Prix     | Aprilia      | 12   | 30      |
| 6  | Joan Olivé        | Belson Derbi           | Derbi        | 9    | 17      |
| 99 | Danny Webb        | Degraaf Grand Prix     | Aprilia      | 8    | 9       |
| 27 | Stefano Bianco    | S3+ WTR San Marino     | Aprilia      | 7    | 14      |
| 7  | Efrén Vázquez     | Bancaja Aspar          | Aprilia      | 6    | 21      |
| 33 | Sergio Gadea      | Blusens Aprilia Junior | Aprilia      | 6    | 12      |
| 1  | Gábor Talmácsi    | Bancaja Aspar          | Aprilia      | 3    | 4       |

### Non partito
| Nº | Pilota       | Squadra                   | Motocicletta | Griglia |
| -- | ------------ | ------------------------- | ------------ | ------- |
| 21 | Robin Lässer | Grizzly Gas Kiefer Racing | Aprilia      | 32      |

### Non qualificati
| Nº | Pilota             | Squadra      | Motocicletta |
| -- | ------------------ | ------------ | ------------ |
| 34 | Randy Krummenacher | Red Bull KTM | KTM          |
| 93 | Marc Márquez       | Red Bull KTM | KTM          |